# Berbá
Berbá is een plaats (lugar poblado) in de gemeente (distrito) Barú (provincie Chiriquí) in Panama. In 2010 was het inwoneraantal 800. 